# إليس جونسون
إليس جونسون (بالإنجليزية: Ellis L. Johnson)‏ (و. 1938 – م) هو رياضياتي، وعالِم حاسوب، من الولايات المتحدة الأمريكية، ولد في أثينا، وهو عضوٌ في الأكاديمية الوطنية للهندسة.

## مناصب وهيئات
أدار آي‌ بي‌ إم.

## جوائز
حصل على جوائز منها:
- جائزة جون فون نيومان للنظريات (2000)
- Dantzig Prize [الإنجليزية]‏ (1985)
- زميل آي بي إم.